# 希尔吉斯瓦尔德-基尔绍
希尔吉斯瓦尔德-基尔绍（德語：Schirgiswalde-Kirschau，發音：[ʃɪʁɡɪsˈvaldə ˈkɪʁʃaʊ]，發音：[ˈʃɪʁaxɔf ˈkɔʁzɨm]）是德国萨克森州包岑县的城市，面积24.34平方千米，2023年12月31日人口为5,978人。该市镇于2011年1月1日由市镇希尔吉斯瓦尔德、基尔绍和克罗斯陶合并而成。